# Trisha Ziff
Trisha Ziff (Yorkshire, Reino Unido; 22 de marzo de 1956) es una realizadora de cine y comisaria artística (curadora) de fotografía contemporánea de origen británico, hija de la pedagoga Ann Rachlin. Reside en la Ciudad de México.

## Relevancia
Becaria del Guggenheim, Trisha es una realizadora de cine documental que se centra en las fotografías. Ha expuesto su obra en el Victoria and Albert Museum de Londres, en el Museo de Fotografía de California, en el Centro Internacional de Fotografía (ICP) (en Nueva York) y en el Centro de la Imagen (México, DF). Como comisaria, ha organizado exposiciones de fotografía mexicana, sobre el Domingo Sangriento del Ulster, Verdades Ocultas y la serie realizada por Korda sobre el Che Guevara, así como una exposición de la fotógrafa mexicana Maya Goded titulada Las olvidadas. También participó en la organización de la exposición del fotógrafo mexicano Enrique Metinides, en 2010, y colaboró con el compositor minimalista Michael Nyman en Distractions.

### Filmografía
- Chevolution (2008)
- La maleta mexicana (2012)[2]
- El hombre que vio demasiado (2016)
- Pirate Copy (en etapa de producción)